# Élections générales britanno-colombiennes de 1945
L'élection générale britanno-colombienne de 1945 fut déclenchée le 31 août 1945 et fut tenue le 25 octobre afin d'élire les députés de la 21e législature à l'Assemblée législative de la Colombie-Britannique. Il s'agit de la 21e élection générale dans la province depuis l'adhésion de la Colombie-Britannique au Canada en 1871.

## Contexte
Lors de l'élection de 1941, aucun parti n'avait remporté suffisamment de sièges pour détenir une majorité à l'Assemblée législative. Afin de freiner la montée de la Fédération du commonwealth coopératif (socialiste), une coalition de centre-droit se forme entre le Parti libéral et le Parti conservateur ; ensemble, ils forment un gouvernement majoritaire. La coalition se formalise et lors de l'élection de 1945, ils se présentent aux élections comme un seul bloc politique.
La coalition libérale-conservatrice remporte moins de voix ensemble que les deux partis séparés avaient remporté dans l'élection précédente ; cependant, comme ils ne divisent plus le vote entre eux, ils augmentent leur nombre de sièges à l'Assemblée législative et forment de nouveau un gouvernement majoritaire. La FCC, malgré une augmentation dans le vote populaire, perd quatre sièges et forme l'opposition officielle.

## Résultats
| Parti                  | Parti                                  | Parti                                  | Chef                                   | # de candidats | Sièges | Sièges | Sièges  | Voix    | Voix    | Voix    |
| ---------------------- | -------------------------------------- | -------------------------------------- | -------------------------------------- | -------------- | ------ | ------ | ------- | ------- | ------- | ------- |
| Parti                  | Parti                                  | Parti                                  | Chef                                   | # de candidats | 1941   | Élus   | % Diff. | #       | %       | % Diff. |
|                        | Parti libéral                          | Coalition1                             | John Hart                              | 47             | 33     | 37     | +12,1 % | 261 147 | 55,83 % | -8,02 % |
|                        | Progressiste-conservateur              | Coalition1                             | Royal Maitland                         | 47             | 33     | 37     | +12,1 % | 261 147 | 55,83 % | -8,02 % |
|                        | Commonwealth coopératif                | Commonwealth coopératif                | Harold Winch                           | 48             | 14     | 10     | -28,6 % | 175 960 | 37,62 % | +4,26 % |
|                        | Travailliste                           | Travailliste                           | Tom Uphill                             | 1              | 1      | 1      | -       | 1 289   | 0,28 %  | -1,29 % |
|                        | Ouvrier progressiste                   | Ouvrier progressiste                   |                                        | 21             | *      | -      | *       | 16 479  | 3,52 %  | *       |
|                        | Crédit social (alliance)²              | Crédit social (alliance)²              |                                        | 16             | *      | -      | *       | 6 627   | 1,42 %  | *       |
|                        | People's CCF                           | People's CCF                           |                                        | 2              | *      | -      | *       | 2 786   | 0,60 %  | *       |
|                        | Indépendant³                           | Indépendant³                           | Indépendant³                           | 2              | -      | -      | -       | 1 532   | 0,33 %  | -0,03 % |
|                        | Progressiste-conservateur indépendant4 | Progressiste-conservateur indépendant4 | Progressiste-conservateur indépendant4 | 2              | *      | -      | *       | 748     | 0,16 %  | *       |
|                        | Démocratique                           | Démocratique                           |                                        | 1              | *      | -      | *       | 423     | 0,09 %  | *       |
|                        | Socialiste travailliste                | Socialiste travailliste                |                                        | 3              | -      | -      | -       | 285     | 0,06 %  | -0,09 % |
|                        | Libéral indépendant                    | Libéral indépendant                    | Libéral indépendant                    | 1              | *      | -      | *       | 199     | 0,04 %  | *       |
|                        | Travailliste indépendant               | Travailliste indépendant               | Travailliste indépendant               | 1              | *      | -      | *       | 106     | 0,02 %  | *       |
|                        | Socialiste                             | Socialiste                             |                                        | 1              | *      | -      | *       | 105     | 0,02 %  | *       |
|                        | Libéral-progressiste                   | Libéral-progressiste                   |                                        | 1              | *      | -      | *       | 61      | 0,01 %  | *       |
| Total                  | Total                                  | Total                                  | Total                                  | 147            | 48     | 48     | -       | 467 747 | 100 %   |         |
| Sources : Elections BC |                                        |                                        |                                        |                |        |        |         |         |         |         |

Notes :
* N'a pas présenté de candidats lors de l'élection précédente.
1 En comparaison avec le total des résultats des partis libéral et conservateur lors de l'élection précédente.
² Plusieurs groupes différents se regroupent sous la bannière du Crédit social afin de participer à l'élection.
³ Thomas Dufferin Pattullo (Prince Rupert), ancien premier ministre et chef du Parti libéral, se présente en tant qu'indépendant
4 Inlut L. H. MacQueen (Saanich) est identifié en tant que progressiste-conservateur indépendant, puisque le Parti progressiste-conservateur (anciennement le Parti conservateur) fait officiellement partie de la coalition et ne reconnaît pas MacQueen comme un candidat légitime du parti.

## Source
- (en) Cet article est partiellement ou en totalité issu de l’article de Wikipédia en anglais intitulé « British Columbia general election, 1945 » (voir la liste des auteurs).